# 離水海岸
離水海岸(英語：emergence coast)，指沿海陸地上升或海平面下降的海岸。在沙岸地區，由於離水作用，沿海的淺水區露出海面，故海岸範圍甚為寬廣；而近岸的沙堤也因離水而成沙洲，如臺灣西南海岸。在岩岸地區，原本在海蝕的海蝕平台，由於離水作用，上升成為海階，如臺灣東部東河至臺東的海岸。